# Зелёная ветка мая
«Зелёная ветка мая» — автобиографичная повесть Марии Прилежаевой — о молоденькой учительнице первых лет Советской власти Кате Бектышевой.
Позднее и особенно дорогое автору произведение. Впервые опубликована в журнале «Юность» в 1975 году.
Это было на самом деле. Той девчонкой была я.

## Сюжет
О детстве и юности дворянки Кати Бектышевой, ставшей советской учительницей. Начинается действие повести в 1916 году и завершается в 1923 году.

Героиня книги — нежная и трепетная Катя Бектышева становится свидетельницей переломного периода жизни нашей страны и вместе со своей родственницей бабой Кокой, Ксенией Васильевной, постепенно находит свое место в рядах нового общества. Катя едет учительствовать в деревенскую школу, приобщается к большим делам, которыми заняты председатель местного Совета Смородин, другие жители деревни Иваньково, учит детей и взрослых и сама многому учится у них. Мы видим, как день ото дня становится она богаче душой, тверже в своих убеждениях, в умении постоять за себя, за идею. В биографии и характере Кати многое — от автора.
Катя Бектышева — «впечатлительная и восторженная гимназистка» из дворянской семьи, живущая летом с матерью в усадьбе. Отец расстался с семьёй, когда Катя была ещё маленькой, известно только, что он полковник в отставке. Старший брат Вася с начала Первой мировой войны на фронте. Дела семьи постепенно приходят в упадок, и когда мать Кати увозят в больницу, девочку забирает к себе «баба-Кока» — тётка Катиной матери Ксения Васильевна — некогда блистательная в свете аристократка, под старость поселившаяся в выкупленной келье при Успенском Девичьем монастыре.
После окончания школы героиня по путевке отдела народного образования едет учительствовать в село Иваньково, но и в затерянном в глуши селе жизнь идёт в русле трудного времени: голод в Поволжье, борьба с кулаками… 16-летняя учительница Екатерина Платоновна Бектышева, уча полуголодных ребятишек, пришедших в её школу учиться грамоте, вместе с ними по программе ликбеза обучая читать и писать взрослых, тоже по-своему оказывается в гуще событий тех лет.
По окончании учебного года её направляют на подготовку в Сергиевский педагогический техникум, где она встречает новых друзей, и где к ней незаметно приходит любовь.

Как сложится дальнейшая судьба сельской учительницы Кати Бектышевой? Какими станут её неугомонные и любознательные ученики? Об этом думаешь, дочитав последние страницы повести. И веришь — Катя и её единомышленники сумеют постоять за свои идеи, за свое будущее… «в сущности, вся жизнь впереди», как и у совсем ещё юного в ту пору Советского государства. Прощаемся мы с Катей Бектышевой с ощущением, что мы её, несомненно, встречали на каких-то наших жизненных перепутьях.

## Автобиографичность
В книге есть вымысел — имена героев, некоторые эпизоды, но и много личного. Пожалуй, свою «Зеленую ветку мая» я могу в какой-то мере назвать автобиографической. Поселить гимназистку в монастырь — такое едва ли придумаешь. Это было на самом деле. Той девчонкой была я.— Мария Прилежаева
Повесть является автобиографичной — в ней описан период жизни с 1916 по 1923 год.
Фамилия главной героини — Бектышева: Бектышево — село, находящееся в менее чем 10 километрах от села Петрищево, где в 1919 году начала работать учительницей автор повести.
В своей автобиографической повести «Зеленая ветка мая» Мария Прилежаева рассказала о детстве и гимназических впечатлениях в Александрове, о круге чтения (предпочитала Лидию Чарскую), о причинах атеизма и политических симпатиях.
Как указывает журнал «Детская литература»: «В судьбе и характере Кати мы безошибочно угадываем саму Марию Павловну».
Мария Прилежаева родилась в 1903 году в Ярославле, детство писательницы прошло в городе Александрове Владимирской области, где она окончила курс женской гимназии. В 16 лет стала учительницей в селе Петрищево Переяславского уезда Ярославской губернии. В 1922—1923 годах училась в педтехникуме в городе Загорске Московской области.
В дальнейшем училась на педагогическом факультете 2-го Московского университета (1925—1929). Работала воспитателем детского дома в Хотькове, учителем в подмосковных школах в Яхроме и Загорске, затем в Москве. В литературу пришла в 1941 году с повестью «Первый год».
Автор не без основания говорила: «Учителя знаю изнутри. Знаю ежедневный подвиг его жизни и работы, его неудачи и огромные победы».
Школа дала Прилежаевой богатейший материал для будущих книг в которых она правдиво изобразила советскую школу: «Семиклассницы» (1944), «Юность Маши Строговой» (1948), «С тобой товарищи» (1949), «Пушкинский вальс» (1961), «Третья Варя» (1963), «Осень» (1977). При этом, как отмечал журнал «Литературное обозрение», в разное время разные критики справедливо видели в произведениях Прилежаевой те или иные черты автобиографичности, но полностью и с полным правом к этому жанру относиться именно повесть «Зеленая ветка мая».
Это последнее крупное произведение писательницы, издано на 72-м году жизни. Из всех своих повестей сама Мария Прилежаева на передний план ставила «Пушкинский вальс» и «Третью Варю», но особую нежность питала она к своему «позднему ребёнку» — повести «Зеленая ветка мая», к написанию которой готовилась многие годы.

## Критика
Повесть занимает одно из главнейших мест в творчестве писательницы — «и по своей художественной выразительности, и по значимости содержания, и по широте охвата исторических событий». Такая же оценка значения повести дана журналом «В мире книг», где отмечено, что хотя в каждой своей книге Мария Прилежаева стремилась создать такой человеческий характер, который бы покорил юного читателя, повёл за собой, но среди её книг посвящённых учителям именно эта повесть «особенно выделяется своей эмоциональностью, поэтическим взглядом на мир, на людей». Журнал «Новый мир» назвал повесть одной из проникновенных повестей автора, в то же время отметив, что повесть тематически перекликается с другими её повестями.
Критикой дана высокая оценка повести:

Повесть Марии Прилежаевой «Зеленая ветка мая» с первых до последних строк читается с неослабевающим напряжением. Объяснение этому — драматичность происходящего с главной героиней, Катей Бектышевой, драматичность, основанная и на обстоятельствах личной судьбы героини и на тех, что определялись временем. — журнал «Знамя», 1976 год

Повесть до предела насыщена действием, эмоционально окрашена авторским проникновенным лиризмом, помогающим читателю глубже проникнуть в психологию действующих лиц, острее почувствовать их переживания. Язык повести прост и изящен, начисто лишен ложной красивости, льется так свободно и легко, что не замечаешь ни малейшей писательской напряженности, усилий, затраченных на поиск нужного слова. Прекрасны пейзажные зарисовки, органично входящие в ткань повествования, делающие живым и зримым все, что наблюдают вокруг себя персонажи повести, созвучные их психологическому состоянию.— журнал «Детская литература», 1990 год

Вторая часть повести, рассказывающая о сельской школе Кати Бектышевой, на мой взгляд, написана наиболее удачно, психологически верно, со зримыми, запоминающимися приметами времени. Невелико село Иваньково, Затерялось оно где-то в самой середине России. Но как звук набата разносится на десятки верст по округе, так и в Иванькове слышен гром событий этого трудного времени. Голод в Поволжье, борьба с кулаками… Мало кому годы эти давали возможность остаться сторонним наблюдателем. В гуще событий оказалась и молодая учительница. Увиденное, пережитое научило её многому, проросло в душе благодатными всходами и прежде всего нам дорого в героине её неприятие человеческой подлости. Вообще страницы, повествующие об иваньковской школе,— страницы теплые и немножко грустные. Они грустны, наверное, ощущением невозвратности тех лет, когда сама писательница преподавала в сельце Петрищево, Ярославской губернии. Сколько здесь верных метких штрихов! Это и поля старых газет, используемых вместо школьных тетрадей, и «гениальная» идея бабы-Коки, которая решила учить ребят французскому языку.— журнал «Литературное обозрение», 1975 год
Повесть заняла достойное место в ряду произведений на школьную тему:

Спорили когда-то о «школьной повести». Говорили о М. Прилежаевой, Ф. Вигдоровой, Б. Емельянове, Н. Носове, А. Мусатове… Спорили подчас впустую, ибо настоящие книги этих писателей были намного шире этого жанра, даже будь они посвящены «школьной теме» или какой-то другой. Недавно, совсем недавно М. Прилежаева своей «Зеленой веткой мая» доказала это. И никто уже не говорит, что «Зеленая ветка…» — «школьная повесть», хотя она школьная в истинном понимании этого слова.— секретарь правления Союза писателей СССР, главный редактор журнала «Дружба народов», С. А. Баруздин, 1982 год
Особенно в рецензиях на повесть отмечались образы её героев.
При создании образа главной героини, по словам В. М. Озерова, проявилось умение автора «поэтически изобразить многообразие интеллектуальной и эмоциональной жизни Кати Бектышевой — молодой учительницы начала 20-х годов, обаятельной девушки, страстно любящей живопись и поэзию».

Самая большая удача повести — это, конечно же, пленительный, покоряющий своей духовной чистотой и окрыленностью образ ведущей героини, Кати Бектышевой.
Но в то же время подчёркивалось, что образ реалистичен: «отнюдь не стерильно безупречна юная, ищущая свою дорогу в жизни учительница Катя Бектышева» — она совершает ошибки, в том числе и педагогические ошибки — «как говорится, „проколы“», но с радостью встречена читателями за то, что не будучи идеалом обладает главными человеческими достоинствами — гуманностью и верностью долгу, честностью перед собой и учениками, трудолюбием и стремлением к справедливости.
В образе ближайшей родственнице главной героини — тетке Катиной матери «бабы-Коки», Ксении Васильевне, критикой замечено изображение автором того, на что способен «лишний человек»:

Образ «бабы-Коки», этой аристократки, до старости сохранившей не только гордую осанку, но и житейский здравый смысл, — одна из бесспорных удач повести. Начитанная, неглупая, добрая, честная, не теряющаяся в любых обстоятельствах, не изменяя благородству своего волевого характера, — она, по существу, до встречи с внучкой Катей прожила довольно бесцельную жизнь. О том, что жизнь её была прожита не так, как следовало, задумывается и она сама.

«Цель высокая была у тебя? — вопрошает она себя. — Любимое дело, такое, чтобы всю душу отдать? Нет. Жила в свое удовольствие, и ничего более. И ничего выше. И все увлечения твои были невечны. Минучие были и любви и привязанности. Что же это? Ведь таких людей, — с полной беспощадностью к себе мысленно говорит она, — „небокоптителями“ называют, Ксения Васильевна. Или вот ещё писатель Тургенев о таких, как я, словечко изобрел „лишние люди“. Язвительно сказано».

Но мы можем сказать, что в ту пору, когда Ксения Васильевна предавалась этим самокритичным размышлениям, она уже не была «лишним человеком», а стала очень и очень нужна Кате.— журнал «Знамя», 1976 год

Образ бабы-Коки, несомненно, художественная удача писательницы, один из самых привлекательных персонажей повести. О её прошлом сказано скупо, вскользь, двумя-тремя фразами, но во всем благородном облике этой, может быть, даже немного суровой женщины, в её словах и поступках без труда можно разглядеть личность незаурядную. Именно она преподает Кате первые нравственные уроки.— журнал «Литературное обозрение», 1975 год
Журналом «Советская педагогика» отмечалась близость повести с рассказом Андрея Платонова «Песчаная учительница»:

Автобиографическая повесть «Зеленая ветка мая» — одно из немногих современных произведений, согретое чувством причастности юной героини к новой послереволюционной жизни, деревенским детям, судьбе тех, к кому жизнь беспощадна. «Идея жизни» юной героини из повести «Зеленая ветка мая» родственна той «идее жизни», которая руководила мыслями, поступками «песчаной учительницы».
Да и сама Мария Прилежаева в одном из интервью говорила, что молодая учительница из рассказа Платонова напомнила ей собственную юность: «Я, как и Мария Никифоровна, не чувствовала себя обиженной, обойденной счастьем».

## Издания
- Зелёная ветка мая. Повесть // Журнал «Юность», 1975 № 2, 3, 4.
- Зелёная ветка мая. Повесть. Рис. О. Богаевская — М.: Детская литература 1976—256 с. (тираж 75 000 экз.)
- Зелёная ветка мая; Третья Варя: Повести / Рис. О. Коровина — М.: Детская литература, 1978—400 с.
- Зелёная ветка мая; Юность Маши Строговой: Повести / Худож. В. Нагаев — М.: Молодая гвардия, 1979—494 с.
- Зелёная ветка мая: повесть / Рис. О. Коровина — М.: Детская литература, 1986—271 с.

Повесть включена в изданную 50-томную книжную серию «Библиотека мировой литературы для детей» издательства «Детская литература» (Том 29, книга 3, 1985 год)
Также, наряду с повестями «Юность» Вениамина Каверина и «Дикая собака Динго, или Повесть о первой любви» Рувима Фраермана, повесть была включена во второй том 4-томной книжной серию «Отрочество» того же издательства (Том 2, 1989 год).
Книга переведена на ряд иностранных языков, в том числе на немецкий и словацкий языки.
Первое издание книги 1976 года с рисунками О. Богаевской отмечено в 1977 году диплом Всесоюзного конкурса «Искусство книги» в категории «за оформление массовой книги для юношества».